# Economía de las Islas Cook

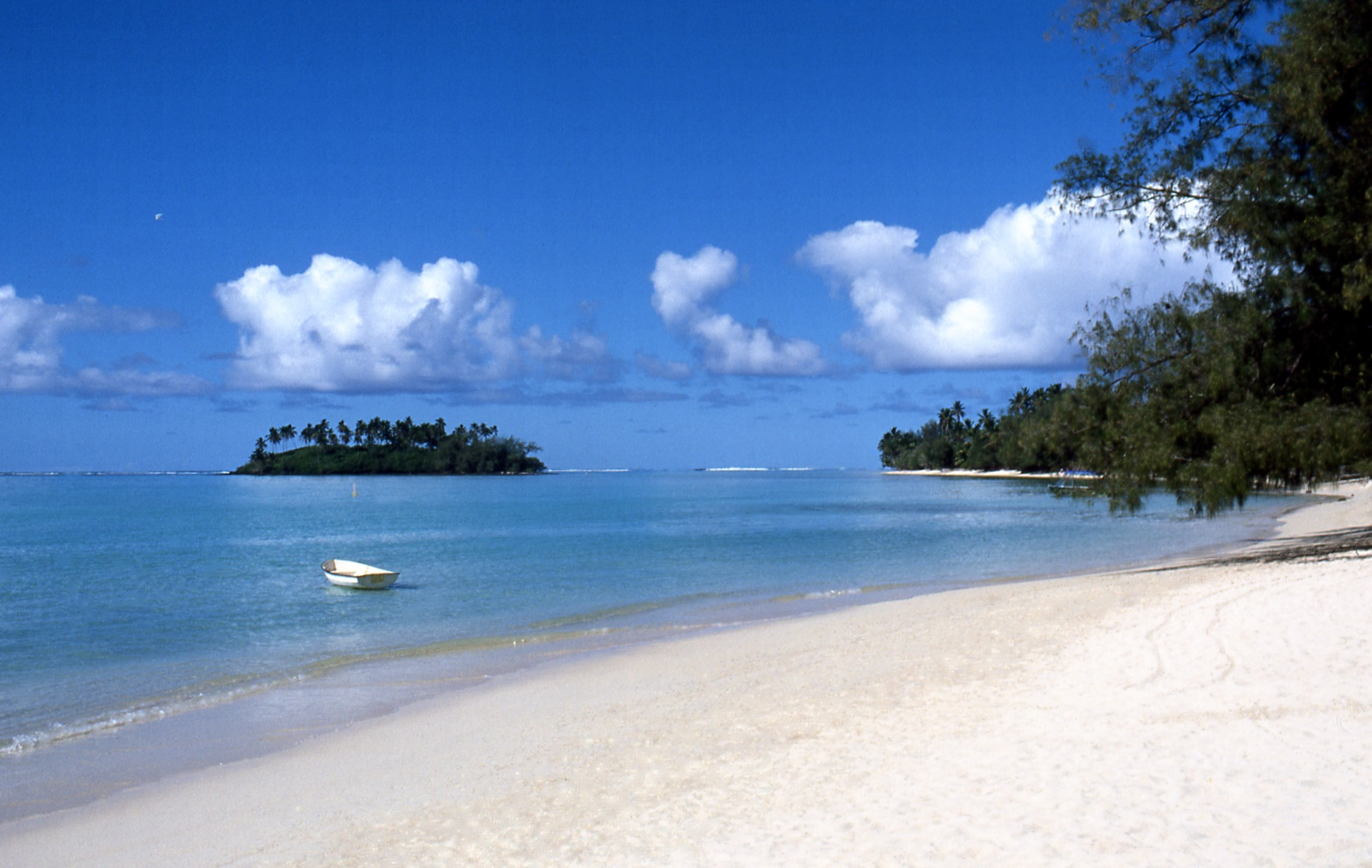
Fotografía de Muri-Beach, en Islas Cook.

La economía de las Islas Cook, como la mayoría de las otras islas del Pacífico Sur, está obstaculizada por su aislamiento, carencia de recursos naturales explotables, ubicación propensa a desastres naturales y una infraestructura deficiente.

## Estadísticas económicas
PIB
Paridad de poder adquisitivo - $183.2 millones (2005 est.)
PIB - índice de crecimiento real
0.1% (2005 estimación)
PIB - per cápita
$9 100 (2005 estimación)
PIB - composición por sector
- Agricultura: 15.1%
- Industria: 9.6%
- Servicios: 75.3% (2000)

Población bajo línea de pobreza
NA%
Ingresos por hogar o consumo por porcentaje
- Más bajo 10%: NA%
- Más alto 10%: NA%

Índice de inflación (precios de consumidor)
2.1% (2005 est.)
Fuerza de trabajo
6,820 (2001)
Fuerza de trabajo - por ocupación
Agricultura 29%, industria 15%, servicios 56% (1995)
Índice de desempleo
13.1% (2005)
Presupuesto
- Ingresos:  $70.95 millones
- Gastos:  $69.05 millones; incluyendo gastos capitales de $5.744 millones (FY00/01 est.)

Industrias
Procesamiento de fruta, turismo, pesca, ropa, manualidades
Índice de crecimiento de producción industrial
1% (2002)
Electricidad - producción
28 GW·h (2003)
Electricidad - producción por fuente
- Combustibles fósiles: 100%
- Hidroeléctrica: 0%
- Nuclear: 0%
- Otro: 0% (2001)

Electricidad - consumo
34.46 GW·h (2005 est)
Electricidad - exportaciones
0 kW·h (2003)
Electricidad - importaciones
0 kW·h (2003)
Agricultura - productos
Copra, cítrico, piñas, tomates, alubias, papayas, plátanos, yams, taro, café, cerdos, aves de corral
Exportaciones
$5.222 millones (2005)
Exportaciones - mercancías
Copra, papayas, frescos y canned fruta cítrica, café; pez; pearls y pearl conchas; ropa
Exportaciones - socios
Australia 34%, Japón 27%, Nueva Zelanda 25%, EE. UU. 8% (2004)
Importaciones
$81.04 millones (2005)
Importaciones - mercancías
Alimentos, textiles, combustibles, madera, bienes
Importaciones - socios
Nueva Zelanda 61%, Fiyi 19%, EE. UU. 9%, Australia 6%, Japón 2% (2004)
Deuda externa
$141 millones (1996 est.)
Ayuda económica
$13.1 millones (1995); nota - Nueva Zelanda proporcionó la mayor parte
Moneda
1 dólar de Nueva Zelanda (NZ$) = 100 céntimos
Tipos de cambio
Dólares de Nueva Zelanda (NZ$) por EE. UU.$1 - 1.4203 (2005), 1.9451 (enero de 2000), 1.8886 (1999), 1.8632 (1998), 1.5083 (1997), 1.4543 (1996), 1.5235 (1995)
Año fiscal
1 de abril–31 de marzo